# Jennifer Joines
Jennifer Joines (Santa Clara, 23 de novembro de 1982) é uma jogadora de voleibol dos Estados Unidos que competiu nos Jogos Olímpicos de 2008.
Em 2008, ela fez parte da equipe americana que conquistou a medalha de prata no torneio olímpico, no qual atuou em duas partidas.